# Thomas Bierschenk
Thomas Bierschenk (* 18. Juni 1951 in Linz am Rhein) ist ein deutscher Ethnologe und Soziologe. Er ist Professor für Kulturen und Gesellschaften Afrikas am Institut für Ethnologie und Afrikastudien der Johannes Gutenberg-Universität Mainz.

## Biographie
Bierschenk legte 1970 sein Abitur am Friedrich-Wilhelm-Gymnasium (Trier) ab. 1977 schloss er ein Studium der Geschichte und Soziologie an der Universität Bielefeld ab und promovierte 1983 im Fach Soziologie ebenfalls an der Universität Bielefeld. Es folgte die Habilitation an der Freien Universität Berlin (1991). Er studierte an der Universität Trier, dem St Peter’s College in Oxford (England), der London School of Economics, der School of Oriental and African Studies (SOAS) in London, der Universität Michel de Montaigne Bordeaux III und der Universität Bielefeld.
Bevor er 1997 nach Mainz kam, lehrte und forschte Thomas Bierschenk an der Georgetown University in Washington, DC, der Universität Bielefeld, der Freien Universität Berlin, der École des Hautes Études en Sciences Sociales (EHESS) in Marseille und an der Universität Hohenheim in Stuttgart. Zudem hatte er Gastprofessuren an der Universität Bonn (2001/02) und der Universität Uppsala (2006) inne. 2007/08 war er Theodor Heuss Professor an der New School for Social Research in New York.
Von 1994 bis 1998 war Thomas Bierschenk zunächst Generalsekretär, dann Vorsitzender der Association Euro-Africaine pour l’Anthropologie du Développement et du Changement Social/Euro-African Association for the Anthropology of Social Change and Development (APAD). Von 2008 bis 2010 bekleidete er das Amt des Vorsitzenden der Vereinigung für Afrikawissenschaften in Deutschland e. V. (VAD). Er war Mitglied des wissenschaftlichen Beirats des Bundesministeriums für wirtschaftliche Zusammenarbeit und Entwicklung (BMZ) (2004–2010) und ist Mitglied des redaktionellen Beirats der Zeitschrift für Ethnologie (Berlin) sowie des wissenschaftlichen Beirats der Zeitschrift Africa Spectrum (Hamburg). Ferner ist er im Beirat des African Power and Politics Programme of the Overseas Development Institute (ODI, London) und Vorsitzender des wissenschaftlichen Beirats des Laboratoire d’études et des recherches sur les dynamiques sociales et le développement local (LASDEL, Niamey, Niger). Im Jahr 2010 wurde er durch die Regierung der Republik Benin für seine Verdienste um die deutsch-afrikanische Wissenschaftskooperation mit dem Orden des Chevalier de l’Ordre National du Bénin ausgezeichnet.

## Forschungsschwerpunkte
Seine aktuellen Forschungsinteressen liegen auf dem Öffentlichen Dienst und den Praktiken von Staatsbeamten in Afrika (im Rahmen des internationalen Forschungsprojektes States at Work). Public Services and Civil Servants in West Africa: Education and Justice in Benin, Ghana, Mali and Niger/Der Staat als Baustelle. Öffentlicher Dienst und Staatsbeamte: Bildungs- und Justizwesen in Benin, Ghana, Mali und Niger. Zudem ist er beteiligt an dem Projekt Significations of Oil and Social Change in Niger and Chad: An anthropological cooperative research project on technologies and processes of creative adaptation in relation to African oil production (Koordination: Prof. Schareika, Göttingen; Dr. Behrends, Halle). Er hat umfangreiche Feldforschungen im Sultanat Oman sowie in West- und Zentral-Afrika durchgeführt. Themen waren dabei zunächst die sozialen Auswirkungen der Erdölproduktion in Oman, später die soziale Organisation der Fulbe in Westafrika und Dezentralisierung und der lokale Staat in West- und Zentral-Afrika. Sein besonderes Interesse gilt auch der ethnologischen Analyse von Entwicklung.

## Publikationen (Auswahl)
- States at Work. Dynamics of African Bureaucracies. Leiden: Brill, 2014, hg. mit Jean-Pierre Olivier de Sardan.
- Ethnologie im 21. Jahrhundert. Berlin: Reimer, 2013, hg. mit Matthias Krings und Carola Lentz.
- Afrika seit 1960. Kontinuitäten, Brüche, Perspektiven. Köln: Köppe, 2012, hg. mit Eva Spies.
- „50 Years of Independence in Africa“. Africa Spectrum 45 (3) (2010). Hamburg: GIGA, hg. mit Eva Spies.
- “Democratisation without development: Benin 1989–2009”. International Journal of Politics, Culture, and Society 22 (3) (2009): 337–357.
- “The every-day functioning of an African public service: Informalization, privatization and corruption in Benin’s legal system”. Journal of Legal Pluralism and Unofficial Law 57 (2008): 101–139.
- Islam und Entwicklung in Afrika. Köln: Köppe, hg. mit Marion Fischer, 2007.
- „Powers in the Village. Rural Benin between democratisation and decentralisation“. Africa 73 (2003): 145–173, mit Jean-Pierre Olivier de Sardan.
- Courtiers en développement. Les villages africaines en quête des projets. Paris: Kartha-la,  2000, hg. mit J.-P. Olivier de Sardan & J.-P. Chauveau.
- Les pouvoirs au village: le Bénin rural entre démocratisation et décentralisation. (Hrsg.) Paris: Karthala, 1998.